# 伊藤吉之助
伊藤 吉之助（いとう きちのすけ、1885年(明治18年)1月4日 - 1961年(昭和36年)7月7日）は、日本の哲学者。

## 経歴

### 出生から学生時代
1885年、山形県酒田市で生まれた。旧姓は須田。生家は雑貨卸商であった。
1903年に山形県立荘内中学校を卒業し、第一高等学校 に入学。一高を卒業後は東京帝国大学文学部哲学科に進学。同期生には安倍能成、小山鞆絵、宮本和吉らがいた。また、同郷であった阿部次郎と宮本和吉と合わせて「庄内の哲学三羽烏」と呼ばれた。1909年、卒業論文「カントを中心とした空間論」を提出して同大学を卒業。卒業後は同大学大学院に進み、5年間在籍した。

### 大学卒業から太平洋戦争終結まで
1911年から1918年まで、東京帝国大学副手を務めた。1920年、慶応大学派遣の留学生としてドイツに留学し、ベルリン、ハンブルク、フライブルクに滞在。フライブルク大学など各地の大学で新カント派の哲学を学んだ。
1922年に日本に帰国。1923年に東京帝国大学講師に就任。1926年に助教授、1930年に教授へ昇格した。この頃、主任編者として『岩波哲学小辞典』の編纂にあたった。1935年、恩師の桑木厳翼の退官にともなって哲学科の主任に就任。しかし、1945年に東京帝国大学を退官し、北海道帝国大学法文学部設立準備委員として学部設立の準備にあたった。

### 戦後
1947年に北海道帝国大学法文学部が発足すると、法文学部長を務めた。1950年には北海道大学初代文学部長。1951年に北海道大学を退任し、東京に戻った。1951年から1958年まで中央大学文学部教授。1955年から1958年までは文学部長を務めた。晩年は、脳軟化症を患い、念願であった「哲学史の歴史」執筆も完成されなかった。1961年に死去した。「浄徳院殿哲誉三学博道居士」。死去と同日、瑞宝章を贈られた。菩提寺は酒田市の善導寺。

## 受賞・栄典
- 1945年10月30日：従三位[6]
- 1961年：勲二等瑞宝章を受章。

## 研究内容・業績
- 専門はドイツ哲学で、新カント派の哲学を研究した。
- 北海道大学と中央大学で哲学専攻の講座を創設し、各大学に哲学研究の礎を作った
- 遺族から生まれ故郷の山形県酒田市に寄贈され、蔵書や著書の原稿などが「光丘文庫」に収められている。

## 家族・親族
- 妻：高橋てる。生まれた高橋家は仙台藩士族の後裔。1915年、満30歳になった吉之助は19歳のてると結婚した[7]。

## 著作
著書
- 『哲学概論』東京プリント刊行会 1936-1937
- 『最近の独逸哲学』理想社 1944

編纂
- 『岩波哲学小辞典』岩波書店 1930

訳書
- 『独逸思潮史』テオバルト・チーグレル（ドイツ語版）著、飯田忠純共訳、国民図書(泰西名著歴史叢書) 1926-1927
- 『カントとマールブルク学派（ドイツ語版）』パウル・ナトルプ著、岩波書店 1928
- 『現代独逸の精神的社会的潮流』チト・チーグレル著、飯田忠純共訳、第一書房 1933

## 伊藤吉之助に関する資料
- 『哲学者伊藤吉之助先生の思い出』(全2巻) 木村立子編 1990-1993
- 土岐田正勝 (1988年). “郷土の先人・先覚41 伊藤 吉之助”.  荘内日報社. 2017年5月6日閲覧。
- 土岐田正勝「酒田出身の哲学者、伊藤吉之助の事績」『東北公益文科大学総合研究論集』第14号、東北公益文科大学、2008年6月、23-42頁、CRID 1050002212608019840、ISSN 18806570、NAID 120005669896。
- 「伊藤吉之助」『デジタル版日本人名大辞典』。コトバンクより2023年11月25日閲覧。デジタル版日本人名大辞典『伊藤吉之助』 - コトバンク
- 『東京帝國大學學術大觀：文学部總説』東京帝國大學編 1942[8]
- 笠松和也. “「戦前の東大哲学科と『哲学雑誌』」資料集”.   東京大学 人文社会系研究科・文学部 哲学研究室. pp. 1-35. 2023年11月26日閲覧。
  - 〈資料1〉戦前の東大哲学科教員一覧表（明治19–昭和17年度）pp.1-2、〈資料2〉戦前の東大哲学科教員の就任日・退任日 p.3、〈資料3〉『東京大学法理文三学部一覧』哲学科教科細目（明治 13–16 年度）pp.4-9、〈資料4〉東大哲学科講義題目一覧（明治28–昭和17年度）pp.10-24、〈資料5〉人名小事典 pp.25-35